# Анвар Садат (УДК)
«Анвар Садат» — універсальний десантний корабель типу «Містраль», що належить військово-морським силам Єгипту. Закладений 1 лютого 2012-го на верфі компанії STX France у місті Сен-Назер і спущений на воду 15 жовтня наступного року. 
Спочатку корабель будувався для російського флоту і носив назву «Владивосток», однак через підтримку Росією сепаратистів на Сході України, його передача російській стороні була скасована. Згодом корабель був проданий Єгипту за €950 млн.